# کارباپنم

ساختار کلی کارباپنم‌ها

کارباپنم‌ها (به انگلیسی: Carbapenem) نوعی از داروهای آنتی بیوتیکی بسیار مؤثر هستند که معمولاً برای درمان عفونت‌های باکتریایی شدید یا پرخطر استفاده می‌شوند. این دسته از آنتی‌بیوتیک‌ها معمولاً برای عفونت‌های باکتریایی شناخته شده یا مشکوک به مقاومت در برابر دارو (MDR)، در نظر گرفته می‌شوند. مشابه پنی‌سیلین‌ها و سفالوسپورین‌ها، کارباپنم‌ها عضوی از آنتی‌بیوتیک‌های بتا لاکتام هستند که با اتصال به پروتئین‌های اتصال‌دهنده پنی‌سیلین باکتری‌ها را از بین می‌برند و بنابراین سنتز دیواره سلولی باکتریایی را مهار می‌کنند. 

آنتی‌بیوتیک‌های کرباپنم در ابتدا توسط شرکت مرک اند کو. از کارباپنم تینامایسین که یک محصول طبیعی مشتق شده از Streptomyces cattleya است، تولید شد.